# (4846) Thoutmôsis
(4846) Thoutmôsis, désignation internationale (4846) Tuthmosis, est un astéroïde de la ceinture principale.

## Description
(4846) Thoutmôsis est un astéroïde de la ceinture principale. Il fut découvert par Cornelis Johannes van Houten et Tom Gehrels le 24 septembre 1960 à l'observatoire Palomar. Il présente une orbite caractérisée par un demi-grand axe de 3,216 UA, une excentricité de 0,1369 et une inclinaison de 5,277° par rapport à l'écliptique.
Il fut nommé en hommage aux quatre pharaons de la XVIIIe dynastie nommés Thoutmôsis.

## Compléments